# Hyllus juanensis
Hyllus juanensis là một loài nhện trong họ Salticidae.
Loài này thuộc chi Hyllus. Hyllus juanensis được Embrik Strand miêu tả năm 1907.